# خانه جهانگیر نعمت‌زاده
خانه آقای جهانگیر نعمت‌زاده مربوط به دوره قاجار است و در شهرستان فومن، شهرک ماسوله واقع شده و این اثر در تاریخ ۲۵ اسفند ۱۳۸۰ با شمارهٔ ثبت ۵۳۴۰ به‌عنوان یکی از آثار ملی ایران به ثبت رسیده است.